# Militaire Medaille van Verdienste voor de Jaren 1813/15
De Militaire Medaille van Verdienste voor de Jaren 1813/15, (Duits: Goldene Militär-Verdienstmedaille für 1813/1815) werd in 1815 ingesteld door de groothertog van Mecklenburg-Schwerin. Duitsland had zich, min of meer eensgezind, ontworsteld aan de invloed van Frankrijk en Duitse soldaten hadden de Fransen in veldslagen bij Leipzig, Quatre Bras en Waterloo verslagen.
Al dachten de Duitse en Europese vorsten nog verre van democratisch, sommigen stelden nu voor het eerst medailles in voor de soldaten, in voorgaande campagnes werden alleen de officieren een onderscheiding waardig geacht. Landen als het hertogdom Brunswijk en het Verenigd Koninkrijk decoreerden alle veteranen van deze gevechten. In het zeer conservatieve Mecklenburg-Schwerin gebeurde dat pas in 1841 met de Oorlogsherdenkingsmunt voor de Jaren 1808-1815. Nederland stelde pas in 1863 een Zilveren Herdenkingskruis 1813-1815 in.

## De Militaire Medaille van Verdienste
De ovale medaille werd in twee metalen, goud en zilver, uitgereikt. Op de voorzijde staat een door eikentakken omhuld ontbloot zwaard met het jaartal "1813". Op de keerzijde staat onder het monogram "FF" de woorden "Mecklenburgs Streitern".
Het ontwerp van de voorzijde werd in 1899 opnieuw gebruikt voor de Medaille van de Veteranenverenigingen. Daarop werd het jaartal "1813" gewijzigd in "1870".
Het lint is hemelsblauw met gele en rode biesen.